# Benjamin F. Nutting
Benjamin Franklin Nutting (ca. 1803-1887) fue un artista de Boston, Massachusetts del siglo XIX. Enseñó dibujo en las escuelas locales, publicando materiales e instrucciones de dibujo del tipo hágalo usted mismo, y mostraba su obra en varias exposiciones.

## Biografía
En 1816, se graduó de la Boston Latin School. Comenzó a trabajar como artista en Boston alrededor del 1826, pintando retratos, y también dibujaba en piedra para litógrafos como en Pendleton's Lithography (ca. 1828-1833); Annin & Smith; B.W. Thayer & Co.
Enseñó dibujo en los colegios Chauncy-Hall; y Roxbury (ca. 1876). Como maestro y artista, se asoció con la "Asociaciónde Artistas de Boston". También trabajó como artista, maestro de dibujo y litógrafo  para Francis Oakley en Boston, probablemente entre los 1850s-1860s. En 1880, fue profesor de dibujo y pintura en West Street.
Nutting se mostró con frecuencia en exposiciones de arte. Su trabajo aparecía en la galería estadounidense de Boston de Bellas Artes (1835); y en la Boston Art Association, en 1844 Varias de sus obras fueron exhibidas entre 1851-1852 en la galería de la "New England Art Union". Expuso dos óleos en la exposición de 1847 de la "Massachusetts Charitable Mechanic Association"; y su acuarela "A New England Farm" fue incluida por la Asociación en su exhibición de 1884. Su acuarela "Apple Branch and Jug" fue incluida en la exhibición d 1880 de American Art en el Museo de Bellas Artes (Boston); y su otra acuarela "A New England Kitchen" exhibida en la Galería Lydian de Chicago, en 1880. También mostró obras en el "Boston Art Club" (1873, 1875–1876).

## Algunas publicaciones
Obra de Nutting
- Initiatory Drawing Cards. Boston: M.J. Whipple. 1848.
- View in New England: Series of Drawings from Nature, by various artists. Boston. 1849-1852.
- Pioneer Drawing Cards. Boston: Higgins & Bradley. 1856.
- Introduction to Tree-drawing: With Full Instgructions. Chase, Nichols & Hill. 1860.
- The Boys and Girls' Self-instructing Drawing Book: For Amusement and Recreation. Bradley, Dayton. 1862.
- Self-Instructing Drawing Lessons. Boston: John D. Brooks. ("This little book contains a series of sketches admirably arranged to aid the young pupil in acquiring the rudiments of the art of drawing, even without a teacher.")[16]

Obra acerca de Nutting
- John Keep Nutting. Nutting genealogy: A record of some of the descendants of John Nutting, of Groton, Mass. Syracuse, NY: C. W. Bardeen, 1908
- Jourdan Moore Houston. "M. J. Whipple's New England Scenery From Nature Series: A Yearbook of Tappan & Bradford Artists, 1849-1852." Imprint. Vol. 27, no. 2 (otoño 2002), 27-44

## Galería

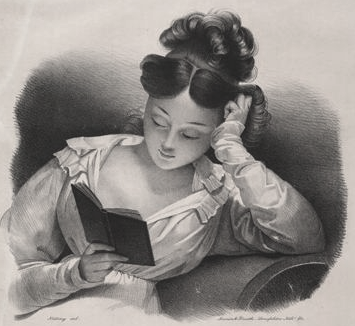
La Lectura. Dibujo de Nutting; publicó Annin & Smith-Senefelder Lithography, ca. 1830
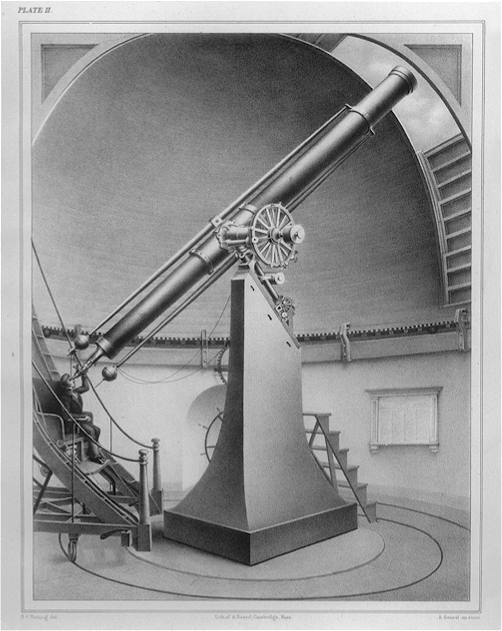
Cambridge U.S. Equatoreal. Dibujo de Nutting; litografía de Antoine Sonrel, 1849
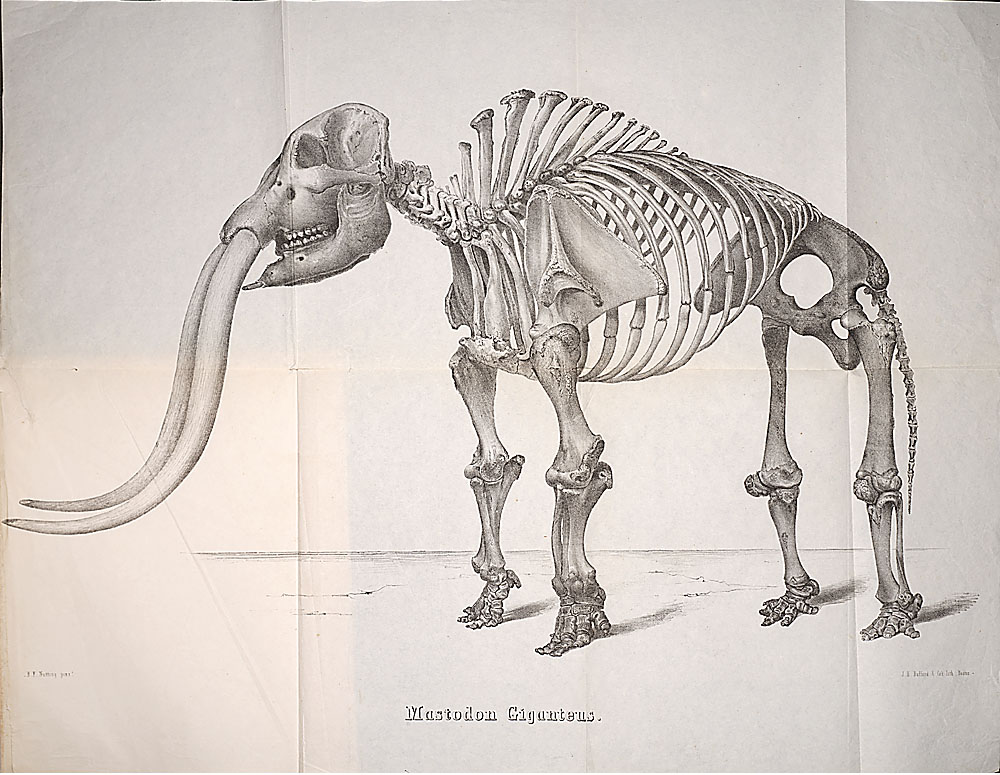
Plancha de J.C. Warren. Mastodonte giganteus de Norteamérica, 1852
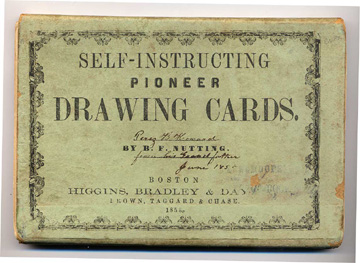
Autoinstrucciones de Tarjetas de Dibujo, 1856
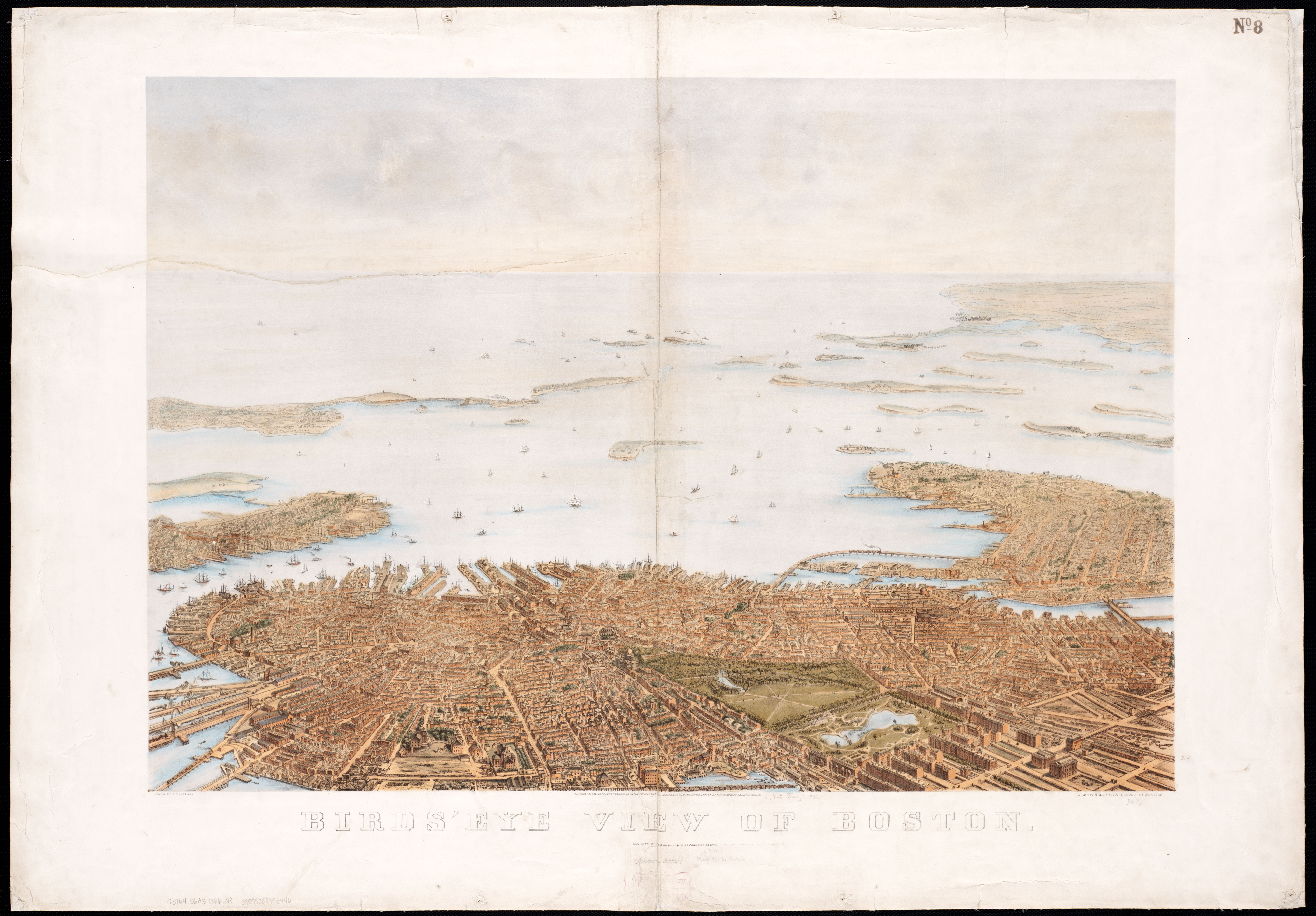
Vista a vuelo de pájaro de Boston, 1866. Dibujo de Nutting; publicó B.B. Russell & Co.